# المصنعة (لودر)

تعديل مصدري - تعديل

المصنعة هي إحدى قرى عزلة زارة بمديرية لودر التابعة لمحافظة أبين، بلغ تعداد سكانها 149 نسمة حسب تعداد اليمن لعام 2004.